# Milenko Ačimovič
Milenko Ačimovič (ur. 15 lutego 1977 w Lublanie) – słoweński piłkarz występujący na pozycji pomocnika.

## Kariera
Karierę rozpoczynał w NK Ljubljana. Następnie przeszedł do Olimpiji Lublana. Grał na MŚ 2002, po których przeszedł z Crvenej Zvezdy Belgrad do angielskiego Tottenhamu Hotspur. Później słoweńskiego zawodnika kupił Lille OSC. W 2006 roku został zawodnikiem saudyjskiego Ittihad FC, a od stycznia 2007 Milenko gra w Austrii Wiedeń. Ačimovič był również uczestnikiem ME 2000, na których jego drużyna nieznacznie przegrała mecz o awans do ćwierćfinału. W barwach reprezentacji Słowenii wystąpił 62 razy, strzelając 13 goli.
Strzelił gola w Lidze Mistrzów 2005/2006 gola dla Lille w wygranym 1:0 meczu z Manchesterem United; ta wygrana promowała Lille do Pucharu UEFA, a Manchester zajął ostatnie miejsce w fazie grupowej Ligi Mistrzów.